# Leyme
 Leyme  (en occitano Lèime) es una población y comuna francesa, situada en la región de Mediodía-Pirineos, departamento de Lot, en el distrito de Figeac y cantón de Lacapelle-Marival.

## Demografía
| 1476 | 1560 | 1706 | 1665 | 1489 | 943 |
| Para los censos de 1962 a 1999 la población legal corresponde a la población sin duplicidades (Fuente: INSEE [Consultar]) |      |      |      |      |     |